# American Airlines Center

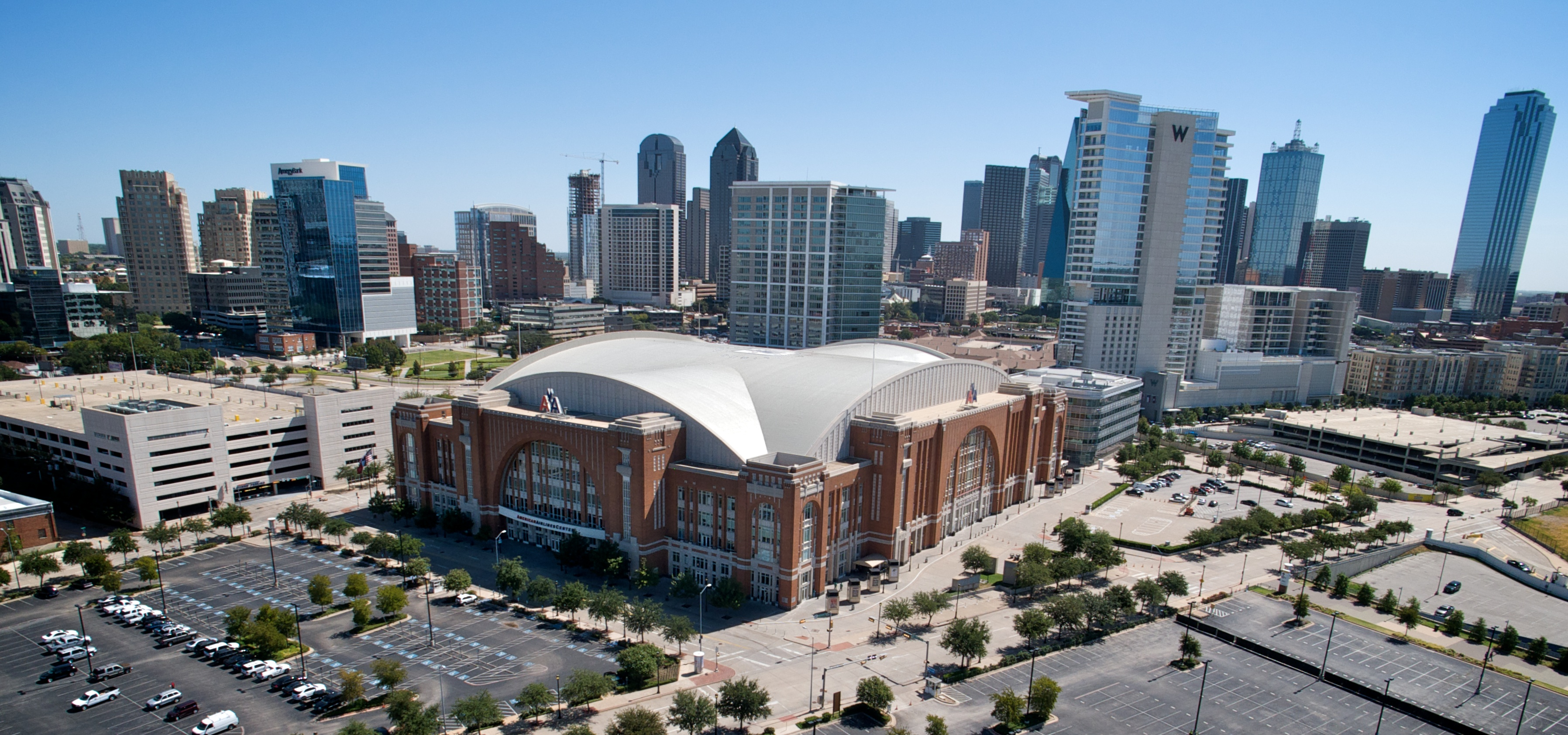
American Airlines Center.

American Airlines Center är en inomhusarena för främst ishockey och basket i området Victory Park i centrala Dallas i Texas, USA. Arenan fungerar som hem för Dallas Stars i National Hockey League och Dallas Mavericks från National Basketball Association. Den används även för konserter och annan liveunderhållning. Arenan rymmer cirka 20 000 åskådare och stod klar i juli 2001. 

## Historik
År 1998 framförde Dallas Mavericks, som då ägdes av H. Ross Perot Jr., och Dallas Stars sin önskan om en ny arena för att ersätta den åldrande och underdimensionerade Reunion Arena. Skattebetalarna i Dallas godkände en ny hotellskatt och hyrbilsskatt för att betala för en ny arena och täcka en del av finansieringen, där de två gynnade lagen, Mavericks och Stars, tog på sig de återstående kostnaderna, inklusive kostnadsöverskridanden. Den nya arenan skulle byggas strax norr om Woodall Rodgers motorväg nära Interstate 35E på platsen för ett gammalt kraftverk.
Den 18 mars 1999 meddelade American Airlines (AA) att de skulle förvärva namnrättigheterna för arenan för 195 miljoner dollar. AA har sitt huvudkontor i närliggande Fort Worth och är baserat på Dallas/Fort Worth International Airport. Från öppningen 2001 till 2013 hade AAC den dåvarande AA-logotypen. Därefter har AAC använt den nuvarande AA-logotypen.
Den första händelsen inträffade nästa dag med en Eagleskonsert. Nästa natt var arenan värd för den sista showen av Michael Flatley's Feet of Flames-turné. Det första sportevenemanget ägde rum den 19 augusti 2001, då Dallas Sidekicks från Världsligan för inomhusfotboll tog sig an San Diego Sockers.
AAC har en träningsarena för Mavericks, som använde den för vanliga matcher fram till 2017 då en separat anläggning byggdes i Dallas Design District nära arenan.
Mavericks hyresavtal på AAC löper fram till 2031, och när det tar slut har ägaren Mark Cuban övervägt en ny arena för att ersätta AAC Arena.

## Byggnad
Det huvudsakliga utformningen utfördes av Driehaus-pristagaren och den nyklassisistiska arkitekten David M. Schwarz från Washington D.C.. American Airlines Center byggdes upp för att vara hjärtat i ett nytt urbant, kommersiellt område, som kallas Victory Park, utformat för att återuppliva staden Dallas. Själva anläggningen har en konservativ, traditionell design med svepande tegelfasader och släta valv. Interiören har infällbara sittplatser, offentlig konst och en teknisk arena. På grund av takets Quonset-kojaliknande utseende och det faktum att American Airlines innehar namnrättigheterna har vissa fans kommit att kalla det som "The Hangar".

### PNC Plaza

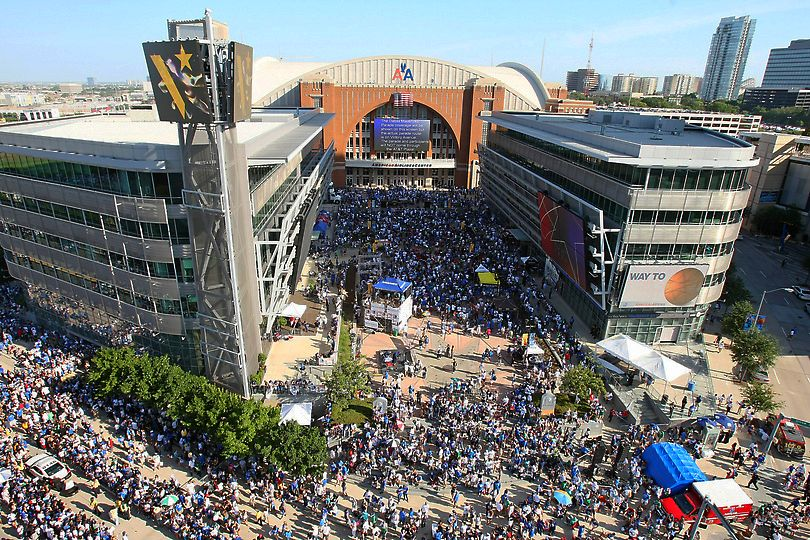
American Airlines Center-Mavericks Victory Party för NBA Championship 2011

På södra sidan av arenan fungerar PNC Plaza (tidigare kallad Victory Plaza och AT&T Plaza) som huvudingången till anläggningen. Utformat av konstnären Athena Tacha år 2000, erbjuder torget en öppen plats med fontäner flankerade av butiks- och kontorsbyggnader. Med flera HD-videoskärmar monterade på sidan av arenan och kontorsbyggnader, används torget ofta för utomhusevenemang och filmvisningar.